# Monastère de Mala Remeta
Le monastère de Mala Remeta (en serbe cyrillique Манастир Мала Ремета ; en serbe latin : Manastir Mala Remeta) est un monastère orthodoxe serbe situé en Serbie dans la province de Voïvodine, près du village de Mala Remeta. Il est un des 16 monastères de la  Fruška gora, dans la région de Syrmie. Il dépend de l'éparchie de Syrmie et figure sur la liste des monuments culturels d'importance exceptionnelle de la république de Serbie (identifiant no SK 1026).

## Histoire
Selon la tradition, le monastère de Mala Remeta, dédié  au linceul de la Mère de Dieu, a été fondé par le roi Stefan Dragutin ; en revanche, il est mentionné pour la première fois dans des archives ottomanes datées de 1546. 
Il a été refondé à la fin du XVIIe siècle, au moment de la grande migration des Serbes, par des moines venus du monastère de Rača. L'église primitive fut alors remplacée par un nouvel édifice construit dans les années 1739-1759. Une partie des peintures de l'iconostase ont été réalisées par Janko Halkozović en 1759 ; les fresques de l'église, quant à elles, ont été peintes en 1910 par Kosta Vandelović.

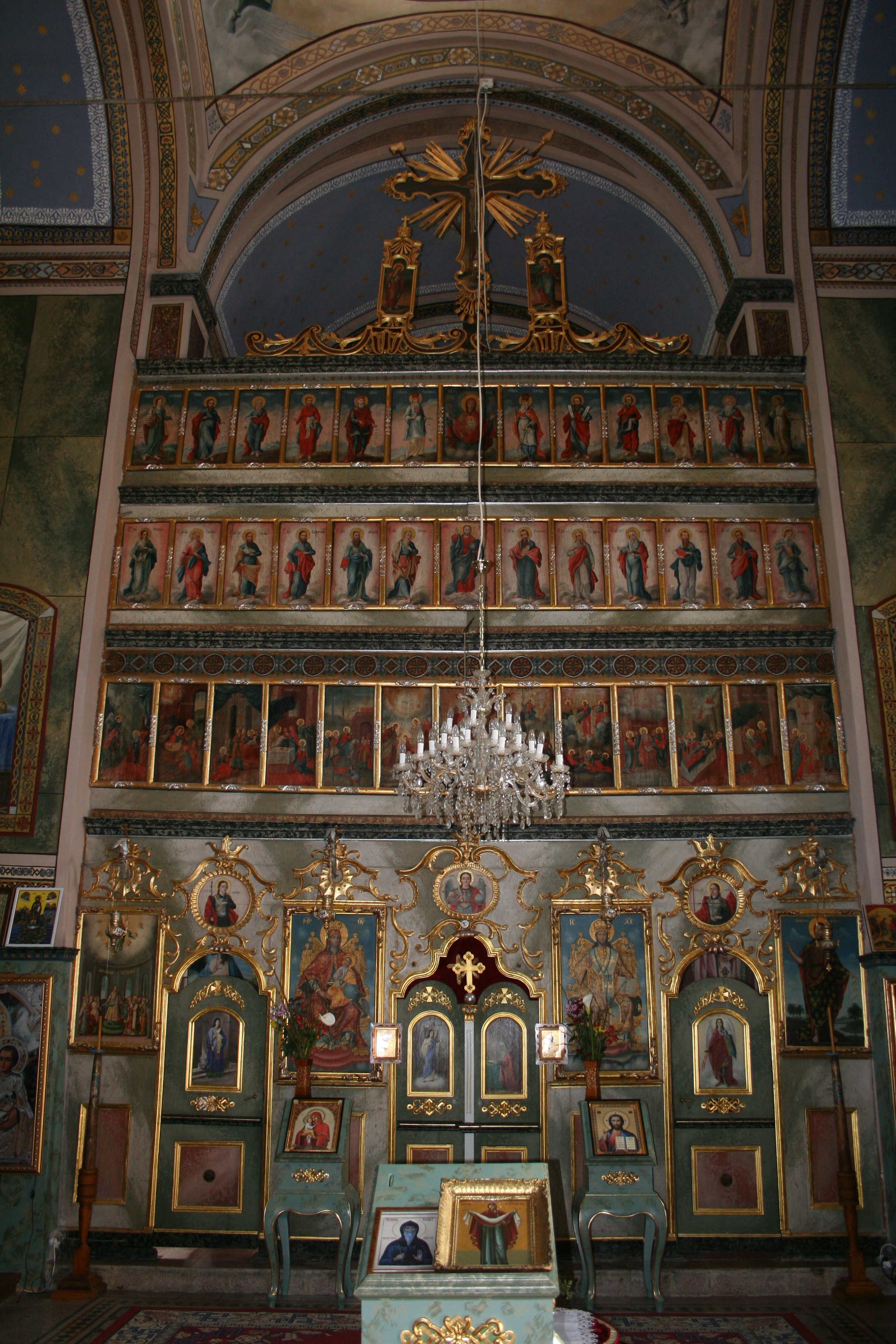
L'iconostase de l'église.

Le bâtiment des moines, à côté de l'église, a été construit en 1758. Endommagé pendant la Seconde Guerre mondiale, il a, par la suite, été restauré.